# زاكاتون

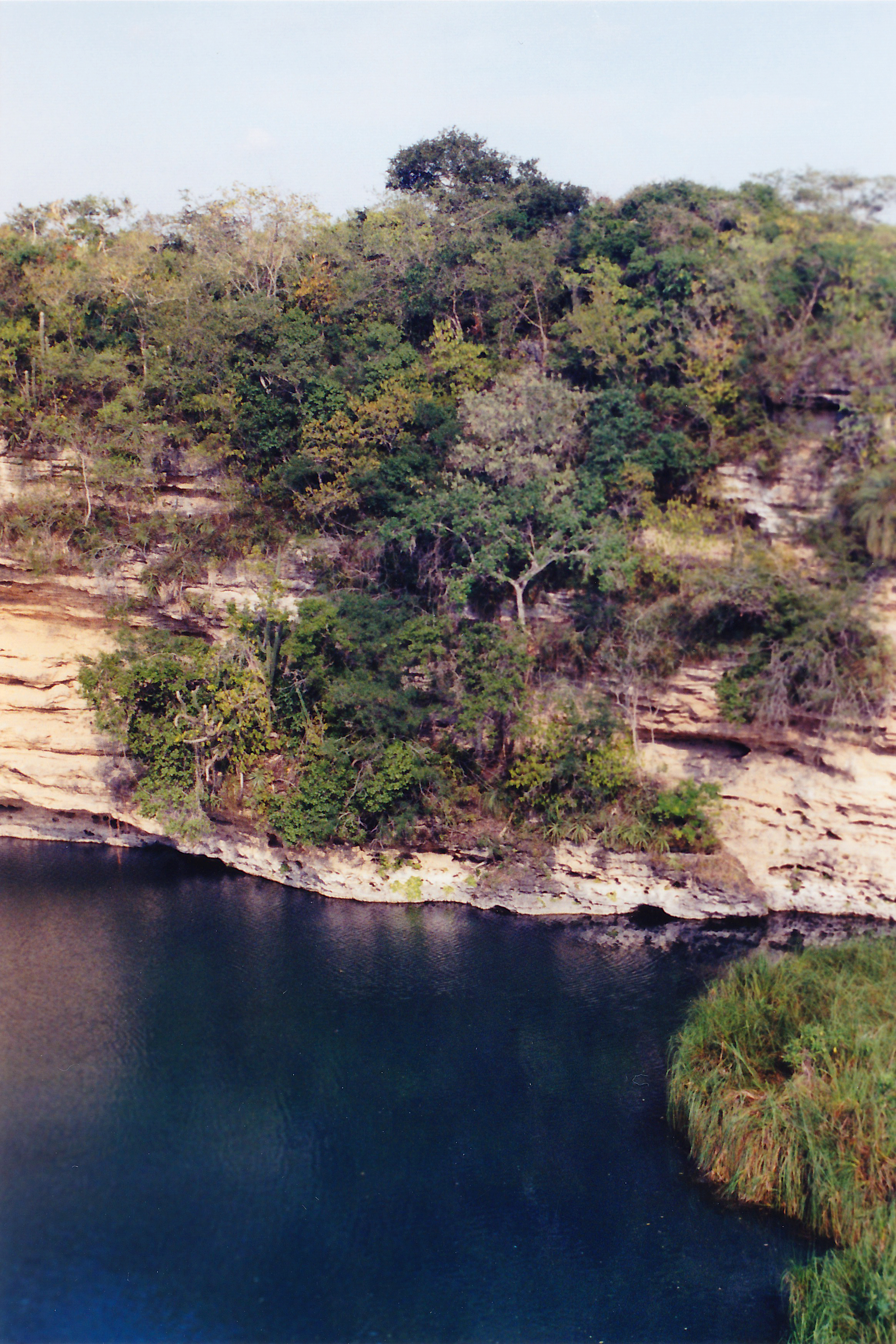
El Zacatón, a cenote, with free floating grass island (lower right), Municipality of Aldama, Tamaulipas, Mexico

الزاكاتون عبارة عن بالوعة مملوءة بالمياه الحرارية تنتمي إلى نظام زاكاتون - وهي مجموعة من السمات الكارستية غير العادية الواقعة في بلدية الداما (Aldama) بالقرب من سييرا دي تاماوليباس
(Sierra de Tamaulipas ) في ولاية تاموليباس الشمالية الشرقية بالمكسيك. إنها أعمق بالوعة مملوءة بالمياه معروفة في العالم [متنازع عليه - ناقش] بعمق إجمالي يبلغ 339 مترًا (1112 قدمًا). يبلغ عمق بالوعة بوزو ديل ميرو الإيطالية 392 مترًا (1،286 قدمًا) وهو أعمق من ذلك (العمق الفعلي غير معروف)، لكن طبيعته ككهف شبه عمودي أو بالوعة ما زالت قيد المناقشة.
باستخدام جسمال مستقل، تم قياس الجزء الموجود تحت الماء من زاكاتون بعمق 319 مترًا (1047 قدمًا) (فرق 20 مترًا (66 قدمًا) بين حافة الجرف وسطح الماء إضافةً إلى العمق الكلي). زاكاتون هي البالوعة الوحيدة من بين خمس بواليع موجودة في رانشو لا أزوفروسا التي ليس لديها أي تدفق ملحوظ للمياه.
يأتي اسم زاكاتون من جزر عشب الزاكيت العائمة البحرية والتي تتحرك على السطح مع الريح.
نتج عن كشط من الجدران الصخرية تحت السطح ما لا يقل عن ثلاث شعب جديدة من البكتيريا.